# 沃拉讷河
沃拉讷河（法語：Volane，法語發音：[vɔlan]）是法国奥弗涅-罗讷-阿尔卑斯大区阿尔代什省的河流，是阿尔代什河的左支流，长22.5千米。